# Rellotge japonès

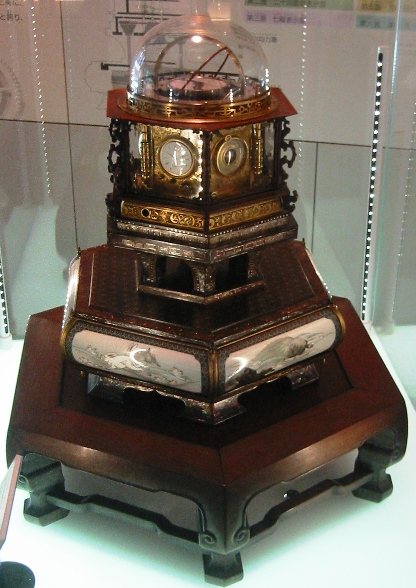
Rellotge de Hisashige Tanaka en el Museu Nacional de Ciència de Tòquio.

El rellotge japonès  (和 时 计, wadokei)és un tipus de rellotge mecànic fet per marcar l'hora japonesa tradicional. Els rellotges mecànics van ser introduïts en Japó per missioners jesuïtes o també per comerciants holandesos al segle xvi. Aquests rellotges van ser dissenyats com els rellotges llanterna, típicament fets de llautó o ferro.
Una història sovint relatada és que el primer rellotge mecànic al Japó va ser enviat per Sant Francesc Xavier com regal a Tokugawa Ieyasu, se sap amb certesa que Ieyasu de fet posseïa un rellotge llanterna europeu.
Ni la tecnologia dels rellotges de pèndol o la dels d'espiral equilibrada estaven en ús en els rellotges europeus de l'època, de manera que aquestes no estaven disponibles per als fabricants de rellotges japonesos al començament de l'inici del període aïllacionista japonès, que va començar el 1641. El període aïllacionista va obligar els fabricants de rellotges japonesos a trobar la manera de no incloure elements dels fabricants de rellotges occidentals. Els fabricants van demostrar enginy per adaptar la tecnologia dels mecanismes europeus a les necessitats de la tradicional forma de portar el temps al Japó.

## Usos horaris
Adaptar el disseny dels rellotges europeus a les necessitats japoneses tradicionals va representar tot un desafiament per als rellotgers japonesos. Es requeria l'ús de fusos particulars: sis unitats de temps diürnes des de l'alba fins a la posta de sol locals i sis nocturnes des de l'ocàs fins a l'alba.
Els rellotges japonesos varien amb les estacions, les hores diürnes duren més a l'estiu i menys a l'hivern i viceversa. Els rellotges europeus assenyalaven, en canvi, una igualtat entre les hores que no variava amb les estacions, les hores van al revés.

## El sistema horari japonès tradicional
El típic rellotge tenia sis hores numerades de 9 a 4, que comptava cap enrere des de l'alba finns a mitjanit, els números de les hores 1-3 no eren usats al Japó per raons religioses, ja que aquestes quantitats eren usats pels budistes per convocar a l'oració. El compte es realitzava a l'inrevés perquè els recents rellotges artificials japonesos es valien de la crema d'encens per un compte regressiu del temps. L'alba i la nit eren, per tant, assenyalats ambdós com la sisena hora en el sistema japonès.
A part d'això, a cada hora li corresponia un signe del zodíac xinès.
Les sis hores diürnes eren:
| Signe del zodíac | Símbol del zodíac | Numeració japonesa | Hora | Temps solar |
| ---------------- | ----------------- | ------------------ | ---- | ----------- |
| Conill           | 卯                | 六                 | 6    | Alba        |
| Drac             | 辰                | 五                 | 5    |             |
| Serp             | 巳                | 四                 | 4    |             |
| Cavall           | 午                | 九                 | 9    | Migdia      |
| Cabra            | 未                | 八                 | 8    |             |
| Mico             | 申                | 七                 | 7    |             |

Les nocturnes:
| Signe del zodíac | Símbol del zodíac | Numeració japonesa | Hora | Temps solar |
| ---------------- | ----------------- | ------------------ | ---- | ----------- |
| Gall             | 酉                | 六                 | 6    | Ocàs        |
| Gos              | 戌                | 五                 | 5    |             |
| Porc             | 亥                | 四                 | 4    |             |
| Rata             | 子                | 九                 | 9    | Mitjanit    |
| Bou              | 丑                | 八                 | 8    |             |
| Tigre            | 寅                | 七                 | 7    |             |

## Adaptació
El 1873 el govern japonès va adoptar finalment l'estil occidental de pràctiques horàries incloent la igualtat entre hores que no variessin amb les estacions, i el calendari gregorià.